# Anglo-Normanne
Der Anglo-Normanne, auch als Anglo-Normänner, Cob Normand oder (vor 1830) als Normanne bzw. Normänner bezeichnet, ist eine französische Pferderasse, die zu den Warmblütern zählt. Ursprüngliches Zuchtgebiet ist die Normandie im Nordwesten Frankreichs.
Hintergrundinformationen zur Pferdebewertung und -zucht finden sich unter: Exterieur, Interieur und Pferdezucht.

## Exterieur
Die Rasse wurde in drei Typen gezüchtet: als elegantes Kutschpferd – Carossier Normand, als mittelschweres Arbeitspferd – Cob Normand mit bis zu 800 kg Gewicht und als leichteres Reitpferd –Cheval de Selle mit gutem Galoppier- und Springvermögen. Heute existiert nur noch der Cob Normand als eigenständige Rasse.
Der heutige Cob Normand hat einen mittelgroßen Kopf mit recht großen Ohren und gelegentlich leichter Ramsnase, einen kräftigen, langen Hals und einen gut entwickelten Widerrist. Die Schulter ist schräg, der Rücken recht lang. Die Kruppe ist lang, leicht abfallend und muskulös, die Gliedmaßen sind kurz und kräftig. Das Stockmaß liegt um 150–155 cm. Füchse und Braune sind am häufigsten. Bemerkenswert ist die Spätreife: erst mit sechs bis sieben Jahren sind die Tiere erwachsen. Diese Eigenschaft hat sich mit der Einkreuzung in andere Rassen auch auf jene übertragen.

## Interieur
Anglo-Normannen und die aus ihnen hervorgegangenen Rassen gelten als lebhaft, energisch und temperamentvoll, jedoch gutartig.

## Zuchtgeschichte

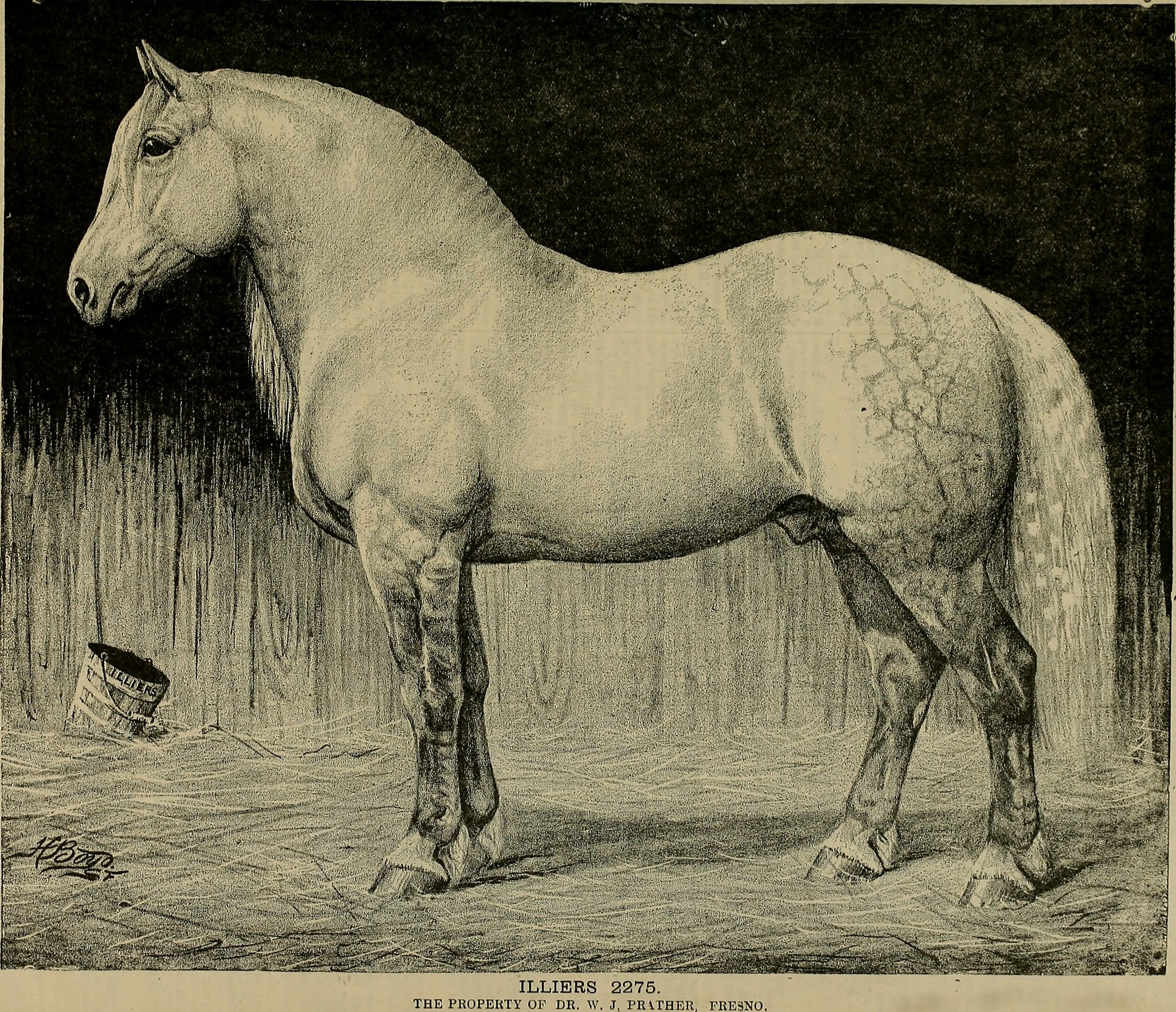
Normanne - die ursprüngliche Kaltblutrasse

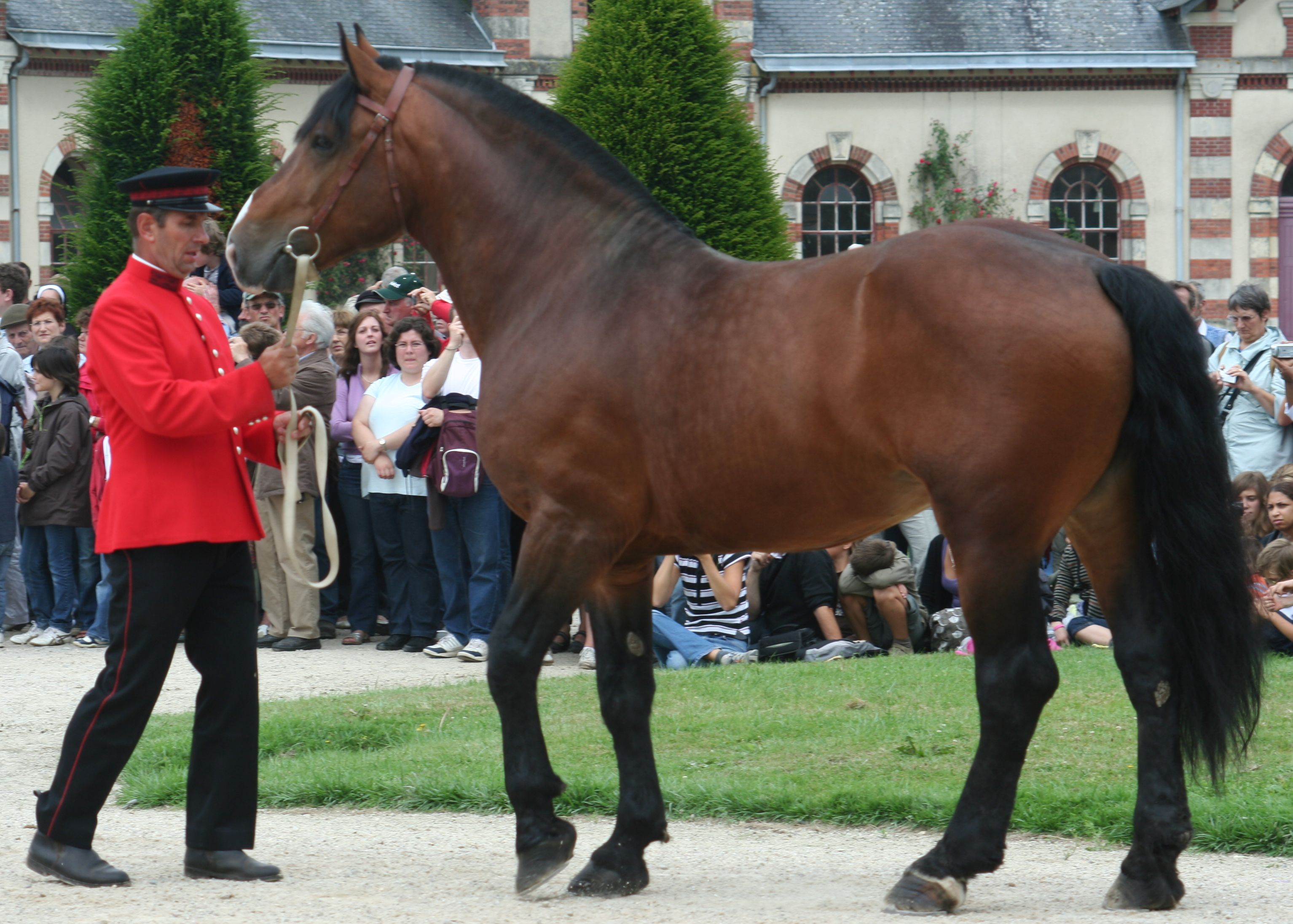
Cob Normand

Die Wurzeln der Rasse reichen weit zurück. Die Normannen (Wikinger) ließen sich im Jahre 911 im Nordwesten Frankreichs, der heutigen Normandie nieder. Um diese Zeit begann die Geschichte der Rasse. Es wird vermutet, dass für die Zucht sowohl einheimische (armorikanische) als auch mitgebrachte Pferde verwendet wurden. Der Normanne war ein Kaltblüter.
Etwa ab 1730 begann eine kritische Phase für die Rasse, da der Bestand an Zuchttieren durch die massenhafte Remontierung (zwangsweiser Einzug von Pferden zum Militärdienst) für den englisch-französischen Krieg dramatisch ausgedünnt wurde. Fehlende Zuchtpferde wurden fast beliebig durch andere Rassen ersetzt, was beinahe den völligen Niedergang der normannischen Rasse bewirkt hätte. Erst 100 Jahre später wurde die Rasse durch Einkreuzung englischer Voll- und Halbblüter regeneriert. Besonders mit dem Norfolk Trotter Young Rattler entwickelte sich der kaltblütige Normanne zum Anglo-Normannen, einem Warmblüter. Zu jener Zeit wurden für die Zuchtpferde auch Leistungsprüfungen eingeführt, sodass bis etwa 1860 eine gefestigte Rasse entstand.
Die Rasse wurde in drei Typen gezüchtet: als elegantes Kutschpferd – Carossier Normand, als mittelschweres Arbeitspferd – Cob Normand mit bis zu 800 kg Gewicht und als leichteres Reitpferd –Cheval de Selle mit gutem Galoppier- und Springvermögen. 1958 wurde der Reitpferdetyp zusammen mit anderen Regionalrassen nachweisbarer Abstammung als Cheval de Selle Français vom Anglo-Normannen abgetrennt und der Arbeits- und Kutschpferdetyp als mittelschweres Pferd unter der Bezeichnung Cob Normand weitergezüchtet. Parallel zum Arbeits-, Kutsch- und Reitpferd wurde um 1900 durch Selektion ein Renntraber gezüchtet, der Trotteur Français.
Ab Anfang der 1950er-Jahre wurden Anstrengungen unternommen, die Rasse in ihre Typen zu unterteilen mit dem Ziel, sie in getrennte Zuchtbücher aufzunehmen. So entstand 1958 das Cheval de Selle Français (Eröffnung des Zuchtbuches am 8. März 1967) sowie der Cob Normand. Das Zuchtbuch des Anglo-Normannen wird seither nicht weitergeführt.
Besondere Bedeutung erlangte der Anglo-Normanne auch durch die Einkreuzung in andere Pferderassen. In Deutschland wurde er zur Zucht bei Oldenburgern, Holsteinern und Württembergern erfolgreich eingesetzt, außerdem in der Schweiz (Freiberger und Einsiedler) sowie in den Niederlanden und Schweden. In Ungarn wurde mit dem Anglo-Normannen-Hengst Nonius eine neue Rasse desselben Namens begründet, welche ebenfalls in zwei Typen (Arbeits- und Reitpferd) gezüchtet wird. Oft hat sich bei Einkreuzung in andere Rassen die Spätreife des Anglo-Normannen auf die Nachkommen vererbt, was noch heute bei diesen Rassen ein behutsames Herangehen an die Ausbildung erfordert.